# Viaduc de Borghetto
Le viaduc de Borghetto (en italien : viadotto Borghetto) est un viaduc autoroutier italien qui porte l'autoroute A10 (cette section faisant partie de la route européenne E80) dans la municipalité de Bordighera, dans la région de Ligurie.
Il tire son nom de la ville de Borghetto San Nicolò, située à proximité immédiate.

## Histoire
Le viaduc, commandé par l'Autostrada dei Fiori SpA, a été conçu par l'ingénieur Silvano Zorzi et construit par la société Sycic Italia. Les travaux ont commencé en 1967 et se sont achevés en 1969 pour une mise en service deux ans plus tard,.
L'ouvrage fait partie de la dizaine de viaducs remarquables de l'autoroute A10 mesurant entre 75 et 90 mètres de haut.

## Caractéristiques
L'ouvrage béton armé mesure 674,60 de longueur et composé de 14 travées de portée variable. Parmi ceux-ci, les 4 plus grandes ont des portées de 82 m et sont en porte-à-faux à partir de piles centraux avec le système autoportant Dywidag ; les plus petites travées sont plutôt constituées par des poutres précontraintes du système Tecnicavi, reposant simplement sur des empilements.
Le tablier, unique pour les deux chaussées, a une largeur de 19,28 m.
Le viaduc de Borghetto présente des caractéristiques de construction identiques à celles des viaducs voisins de Sasso et de San Lorenzo.